# Manhiça
Manhiça és un municipi de Moçambic, situat a la província de Maputo. En 2007 comptava amb una població de 56.165 habitants. És la deu seu del districte del mateix nom, es troba localitzada prop de 70 km al nord de la ciutat de Maputo, sobre la Carretera Nacional 1 -que recorre el país de nord a sud- i sobre el marge dret del riu Incomati.
Manhiça fou elevada a la categoria de vila el 18 de maig de 1957 i fou convertida en municipi en 1998, amb un govern local elegit.
La primera presidenta del Consejo Municipal de Manhiça va ser Laura Daniel Tamele, elegida en 1998, succeïda en 2003 per Alberto Chicuamba, reelegit pel càrrec en 2008. Ambdós eren del Frelimo.
A Manhiça està establert el Centre de Recerca en Salut de Manhiça (CISM), un important centre de recerca creat en 1996 amb l'objectiu d'impulsar la recerca biomèdica en àrees prioritàries en el camp sanitària, especialment en la cerca d'avenços en la lluita contra la malària.